# Google Person Finder
Google Person Finder è un'applicazione web open source che fornisce una piattaforma dove possono registrarsi e messaggiare, in caso di disastro naturale, i sopravvissuti e coloro che li stanno cercando e vogliono avere informazioni in merito. L'applicazione fu creata da ingegneri volontari di Google in occasione del terremoto di Haiti del 2010.
Google Person Finder è scritto nel linguaggio di programmazione Python e gira su Google App Engine. il suo database e la sua interfaccia di programmazione sono basati sul People Finder Interchange Format (PFIF), sviluppato nel 2005 per il Katrina PeopleFinder Project in occasione dell'Uragano Katrina.

## Storia
Il 15 gennaio 2010, a meno di tre giorni dal terremoto di Haiti del 2010 un gruppo di ingegneri volontari sviluppò Google Person Finder, che fu lanciato in inglese, francese e creolo haitiano. Il software era basato sul lavoro di Ka-Ping Yee sul registro dei sopravvissuti dell'11 settembre (September 11 survivor registry) e sullo standard di dati People Finder Interchange Format (PFIF).  Google ha lavorato anche col Dipartimento di Stato degli Stati Uniti d'America per creare una versione incorporabile, che fu incorporata nel sito web del Dipartimento di Stato e in altri siti web.

## Sviluppo
Google Person Finder tipicamente è incorporato in una pagina multilingue di risposta alle crisi sul sito di Google, la quale contiene inoltre vari strumenti utili relativi al disastro, come fotografie satellitari, ubicazione dei ripari, condizioni delle strade e informazioni sulle interruzioni dell'energia elettrica.
Per il terremoto e maremoto del Tōhoku del 2011, Google impostò un account Picasa per consentire agli utenti di pubblicare foto relative alle liste di nomi pubblicate nei rifugi di emergenza, da trascrivere manualmente e inserire in Google Person Finder.